# Победници европских првенстава у атлетици на отвореном — 35 километара ходање
Освајачи медаља на Европским првенствима у атлетици на отвореном у дисциплини 35 километара ходање, која је у програму од Европског првенства у Минхену 2022., приказани су у следећој табели са постигнутим резултатима, рекордима и билансом освојених медаља по земљама и појединачно у овој дисциплини. Резултати су приказани у формату сати:минути:секунде.

## Освајачи медаља на Европским првенствима на отвореном
| Европско првенство    |                             | Резултат    |                           | Резултат |                        | Резултат |
| Минхен 2022. детаљи   | Мигел Анхел Лопез · Шпанија | 2:26:49 РЕП | Кристофер Линке · Немачка | 2:29:30  | Матео Ђупони · Италија | 2:30:34  |
| Бирмингем 2026 детаљи |                             |             |                           |          |                        |          |

## Биланс медаља екипно
Стање после ЕП 2022.
| #              | Држава         |   |   |   |   |
| -------------- | -------------- | - | - | - | - |
| 1.             | Шпанија        | 1 | 0 | 0 | 1 |
| 2.             | Немачка        | 0 | 1 | 0 | 1 |
| 3.             | Италија        | 0 | 0 | 1 | 1 |
| Укупно 3 земље | Укупно 3 земље | 1 | 1 | 1 | 3 |